# Ceferí Rocafort i Sansó

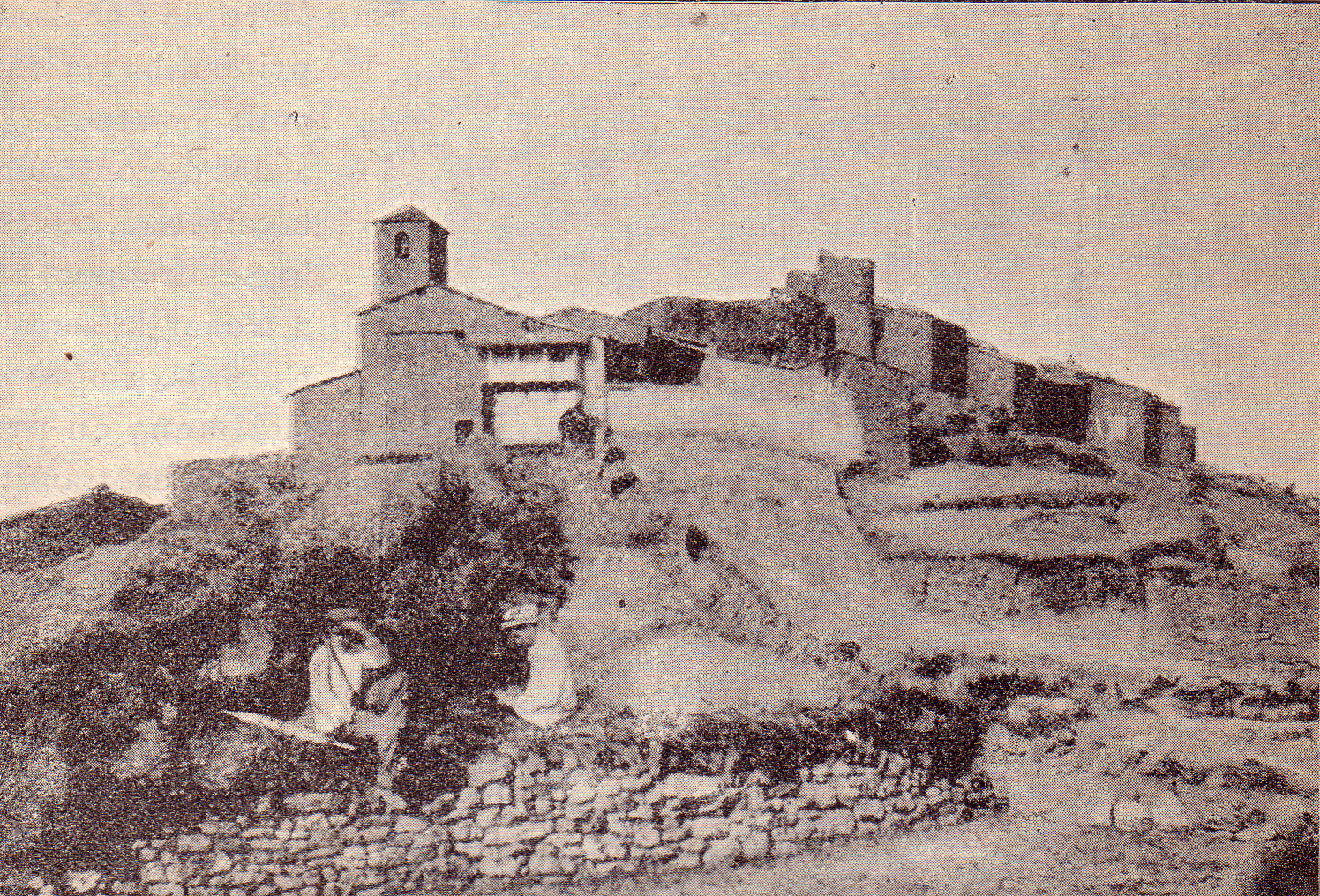
Fotografia del poble de Claverol feta per Ceferí Rocafort i Samsó.

Ceferí Rocafort i Samsó (la Pobla de Segur, Pallars Jussà, 6 de setembre de 1872 - Barcelona, 5 de setembre de 1917) fou un geògraf, arqueòleg, fotògraf i historiador pallarès.

## Biografia
Estudià a la Facultat de Dret de Barcelona, llicenciatura que va assolir el 1897. Enamorat de la muntanya d'aquell cantó del Pirineu que atresora tanta bellesa, el 1897 ingressà en el Centre Excursionista de Catalunya. Després d'haver-se dedicat per poc temps a l'exercici de la seva carrera, decidí entregar-se amb més assiduïtat al que ja de temps eren les seves principals aficions: la col·lecció de notes històriques, folklòriques, artístiques i pintoresques de les comarques lleidatanes i del Pirineu, que va recórrer molt detingudament, i on va anar recollint amb perseverança el material que li serví per portar a bon terme la publicació del volum V de la Geografia General de Catalunya, Província de Lleida, dirigida per Francesc Carreras i Candi, on es pot observar la gran qualitat del treball historiogràfic d'aquest autor, i que també el portà a col·laborar en altres publicacions com La España regional i el Portfolio de España.

## Principals excursions
Treballs fets en el Centre Excursionista: L'«Excursió á la Pobla de Segur i la seva comarca, estanys i vall de Capdella (Conca del Flamisell)», els «Pirineus de Lleida part Alt Pallars, Vall d'Aran, Maleïdes i Caldes de Bohí». També contribuí eficaçment al bon èxit de l'exposició de fotografies de Catalunya, el 1902, les quals foren classificades per comarques.
El 1905 feu la ressenya d'una altra excursió, «Del Noguera Pallaresa al Noguera Ribagorçana, a través del Flamisell; Ascensió a la serra de Sant Gervasi»; una altra «Ascensió a la Pica de Cerví»; seguiren els treballs al congrés arqueològic de Carcassona i Perpinyà, a la «Toponímia Pirinenca»; una monografia de Bellpuig de les Avellanes; una altra ressenya d'una «Excursió a Capdella»; l'interessant «Troballa a Cogul d'unes pintures rupestres; Excursió a Les Garrigues, Lleida i el seu pla»; l'«Observació folklòrica de la Diada dels Innocents a Gósol; Els Raiers; Excursió, d'Andorra a Tírvia (Pallars); Ascensió al Pic de Salòria; Juli Soler i Santaló, excursionista», i per acabar, el 13 de maig de 1913, llegí la interessant excursió de «Granada a la Alpujarra, Sierra Nevada i ascensió al Mulhacén», il·lustrat amb una bona col·lecció de projeccions aquelles comarques andaluses.

## Fotografies de Ceferi Rocafort

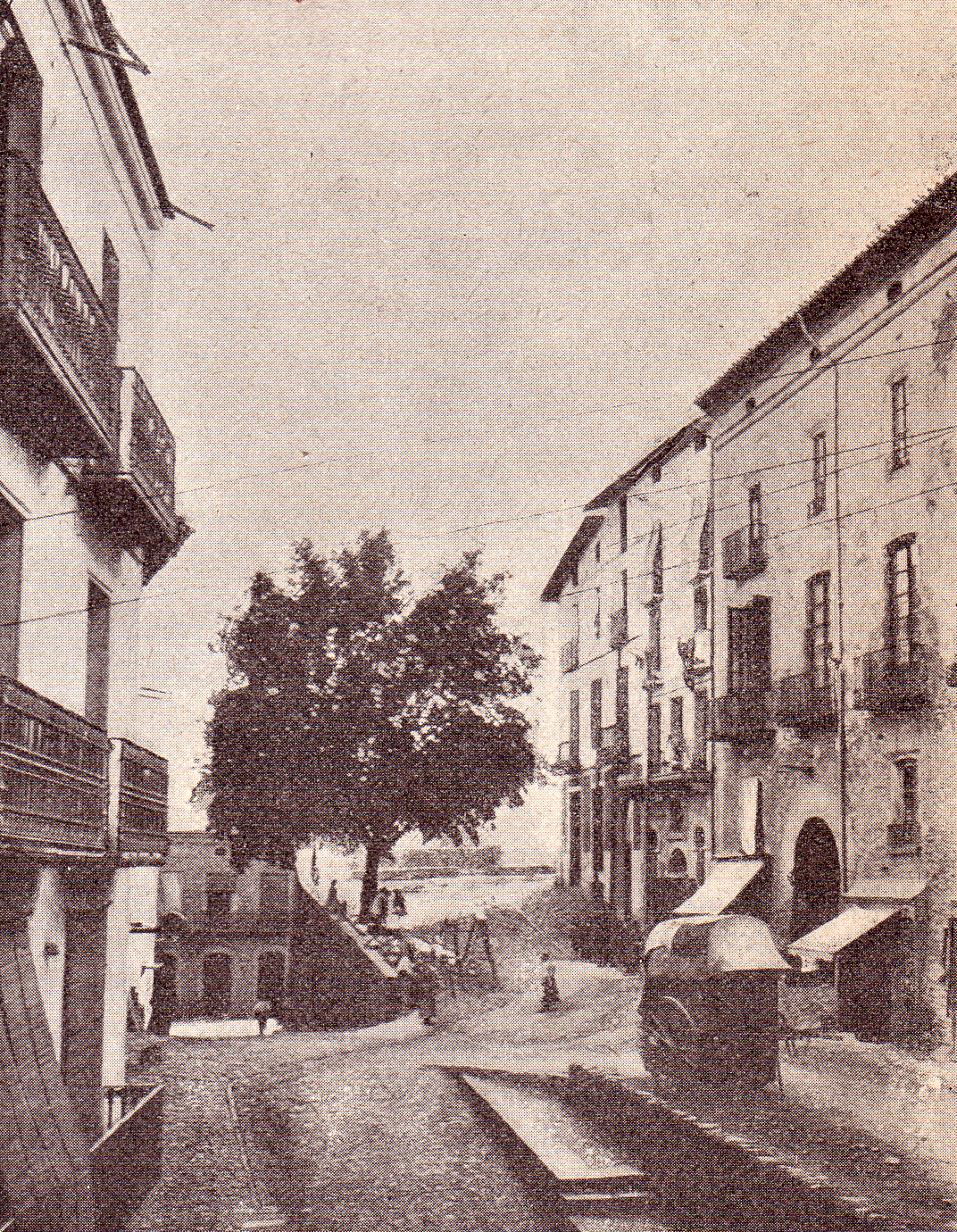
Detall antic dels Quatre Cantons
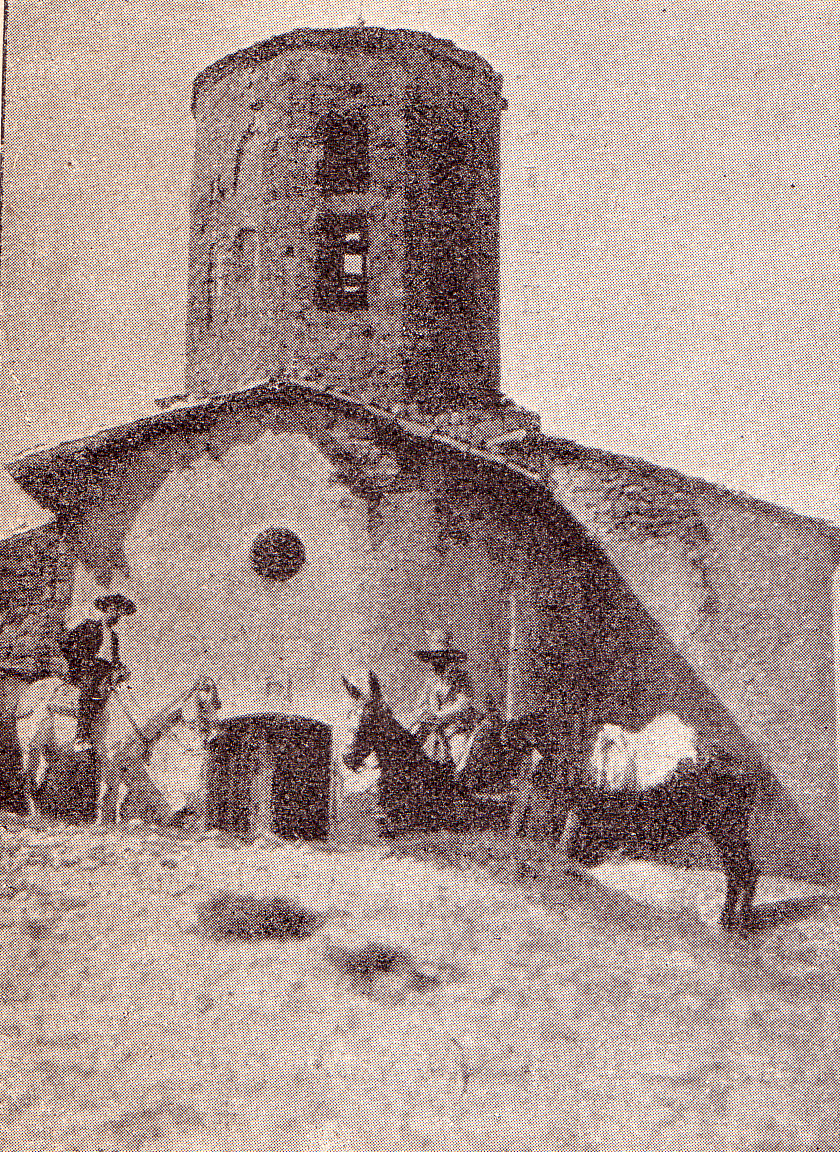
Hortoneda vers l'any 1912
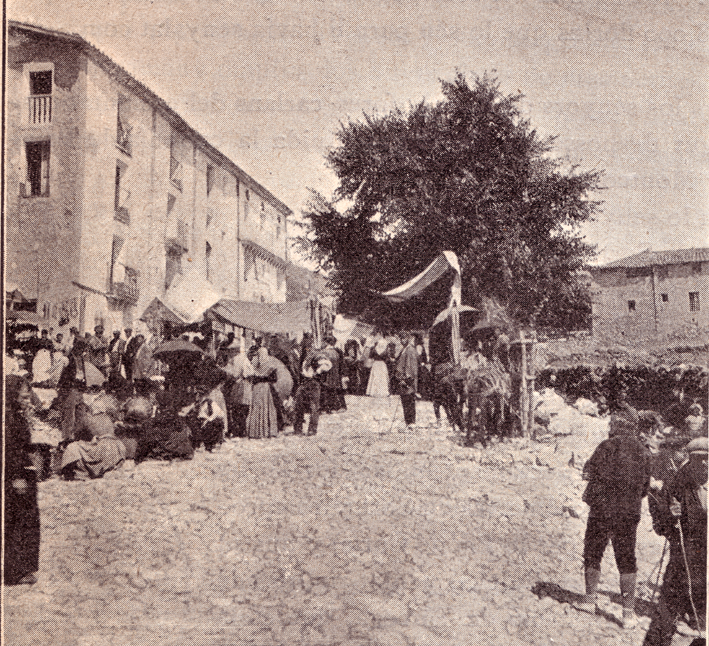
La Pobleta de Bellveí vers l'any 1910
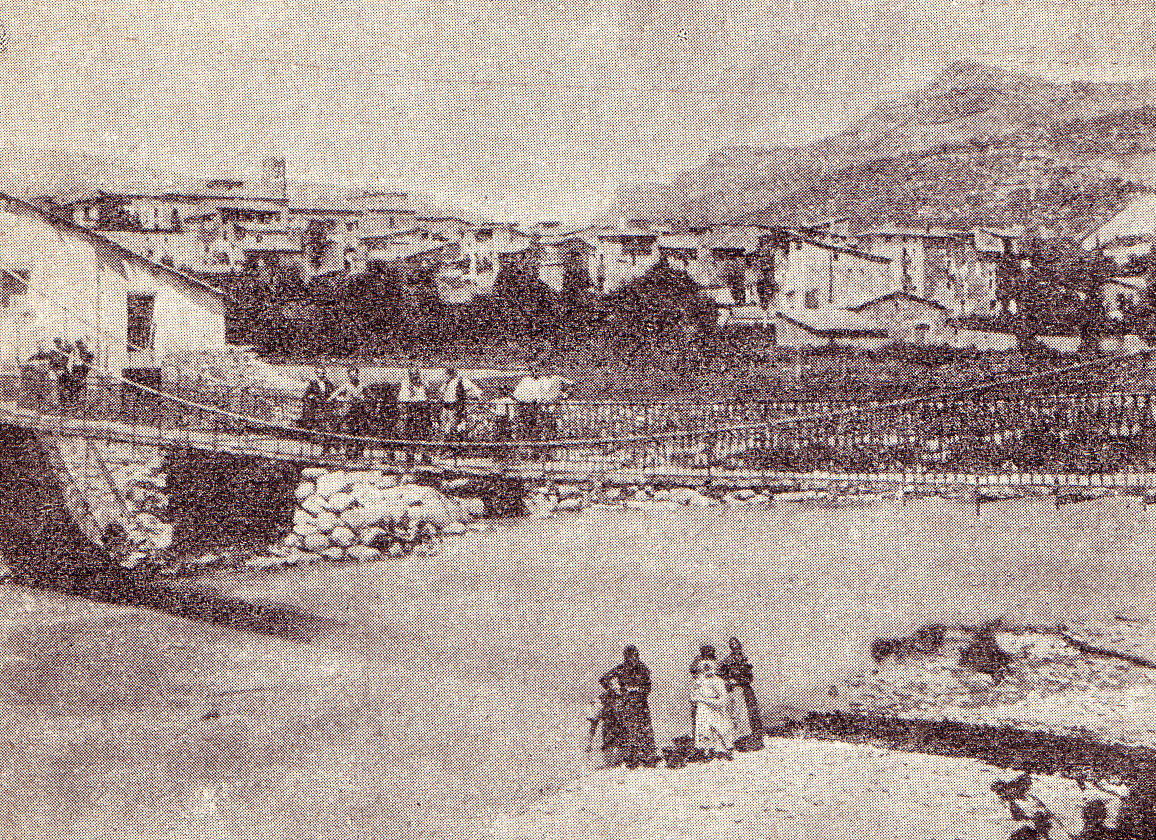
Pont antic sobre la Noguera Pallaresa
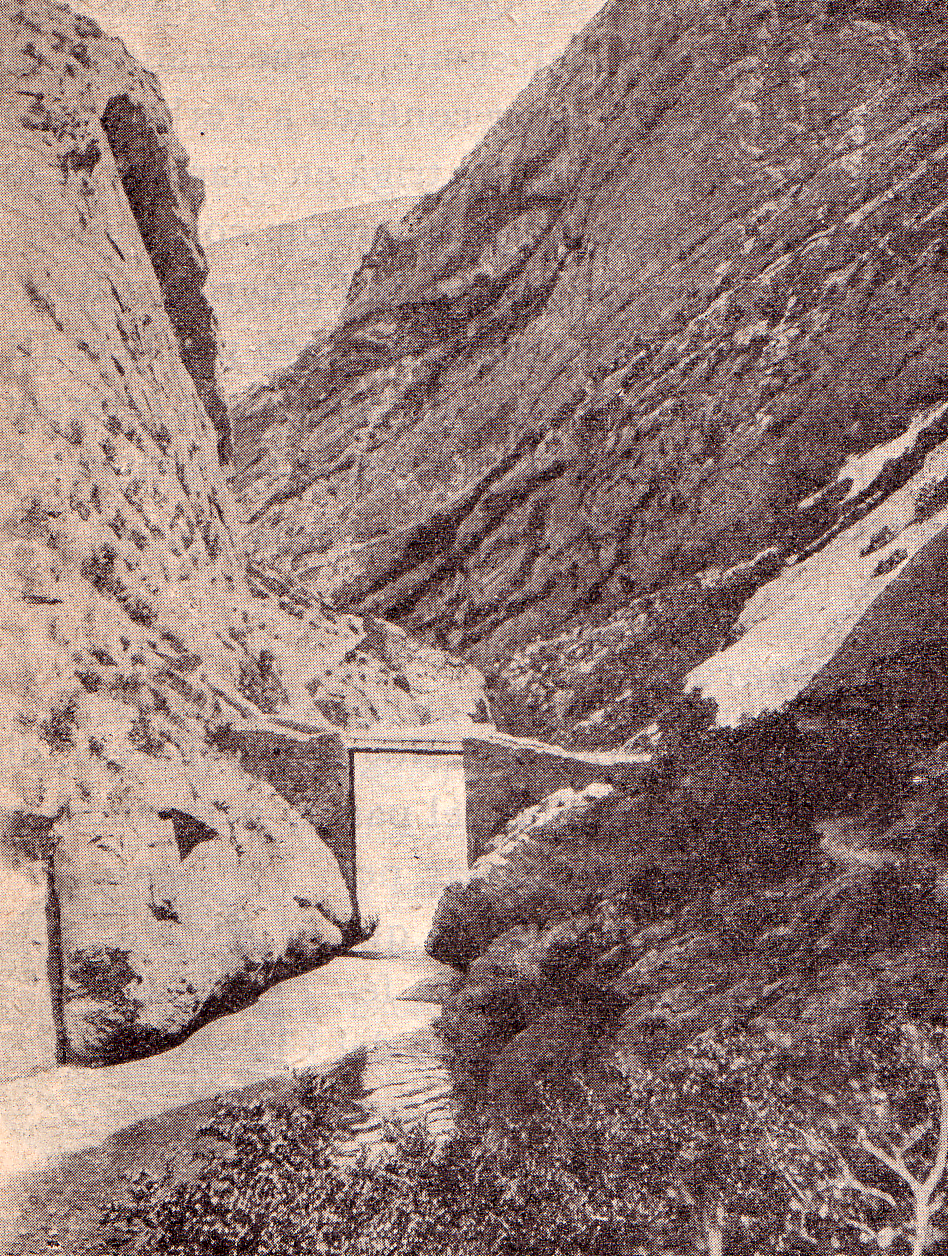
El pont de Terradets vers l'any 1912